# Uramya hariola
Uramya hariola är en tvåvingeart som beskrevs av Henry J. Reinhard 1961. Uramya hariola ingår i släktet Uramya och familjen parasitflugor.
Artens utbredningsområde är Colombia. Inga underarter finns listade i Catalogue of Life.